# Limonia procericornis
Limonia procericornis är en tvåvingeart som beskrevs av Alexander 1978. Limonia procericornis ingår i släktet Limonia och familjen småharkrankar. Inga underarter finns listade i Catalogue of Life.